# Gastritis
La gastritis es una enfermedad del estómago que se define como la inflamación de la mucosa gástrica.
El diagnóstico preciso se obtiene por exploración endoscópica. Dependiendo del aspecto de la mucosa se ha clasificado en gastritis erosivas y no erosivas. También se clasifican en agudas y crónicas, en esta última puede existir algún grado de atrofia (gastritis atrófica). Las causas son muy variadas, entre ellas, los malos hábitos alimentarios, el estrés, ingesta de alimentos a deshoras, el abuso en el consumo de antiinflamatorios no esteroideos (aspirina, piroxicam, indometacina, ketoprofeno, etc.), infección por Helicobacter pylori y trastornos autoinmunes como en la gastritis atrófica con presencia de autoanticuerpos y la enfermedad celíaca.

## Etiología
Las causas de gastritis son diversas dependiendo del tipo de afección. Entre los factores causales más frecuentes se encuentra el consumo de medicamentos antiinflamatorios no esteroideos como la aspirina, la infección por Helicobacter pylori y la existencia de fenómenos de autoinmunidad, como en la enfermedad celíaca o en la gastritis atrófica con presencia de anticuerpos contra las células parietales, degeneración del revestimiento del estómago por la edad o por reflujo biliar crónico.

No se debe confundir el reflujo biliar con el reflujo gastroesofágico.

## Síntomas
Los síntomas son muy variables dependiendo del tipo de gastritis, en muchas ocasiones no se presentan síntomas o son muy leves. Puede existir sensación de saciedad y pérdida de apetito, pirosis, dolor estomacal localizado en epigastrio, náuseas y vómitos. En determinadas gastritis que impiden la absorción de vitamina B12 se produce anemia perniciosa. Ciertas gastritis como la gastritis erosiva pueden provocar hemorragia digestiva. Algunas formas raras como la gastritis flemonosa tienen una elevada mortalidad. La gastritis erosiva a pesar de ser menos grave, tiene síntomas más intensos: diarrea importante, vómitos intensos, náuseas y un malestar estomacal muy intenso.

## Diagnóstico
El diagnóstico se realiza por medio de la endoscopia del aparato digestivo superior.
En el examen histopatológico de los tejidos se observa infiltración de leucocitos polimorfonucleares.

## Clasificación
La clasificación de la gastritis se basa en la evolución, histología y la patogenia. Existen diferentes tipos de clasificación, generalmente se dividen en gastritis aguda cuando son de corta duración y gastritis crónica cuando persiste durante un periodo de tiempo prolongado. Con arreglo al aspecto de la mucosa pueden dividirse en erosivas y no erosivas.
| Gastritis                              |
| Gastritis aguda (gastritis erosiva)    |
| Gastritis crónica (gastritis atrófica) |

I. Gastritis aguda
- Gastritis aguda erosiva.
- Infección aguda por Helicobacter pylori.[6]

- Gastritis infecciosas agudas por otros microorganismos diferentes de Helicobacter pylori. Incluye bacterias como Helicobacter heilmannii, Mycobacterium, Treponema pallidum, virus, parásitos y hongos.

II. Gastritis atrófica crónica
- Tipo A: autoinmunitaria, predominante en el cuerpo del estómago.
- Tipo B: relacionada con Helicobacter pylori, predominante en el antro del estómago.
- Tipo C: indeterminada.

III. Formas poco frecuentes de gastritis
Incluye la gastritis linfocítica, gastritis eosinófila, gastritis flemonosa, gastritis en la enfermedad de Crohn, sarcoidosis y gastritis granulomatosa aislada.

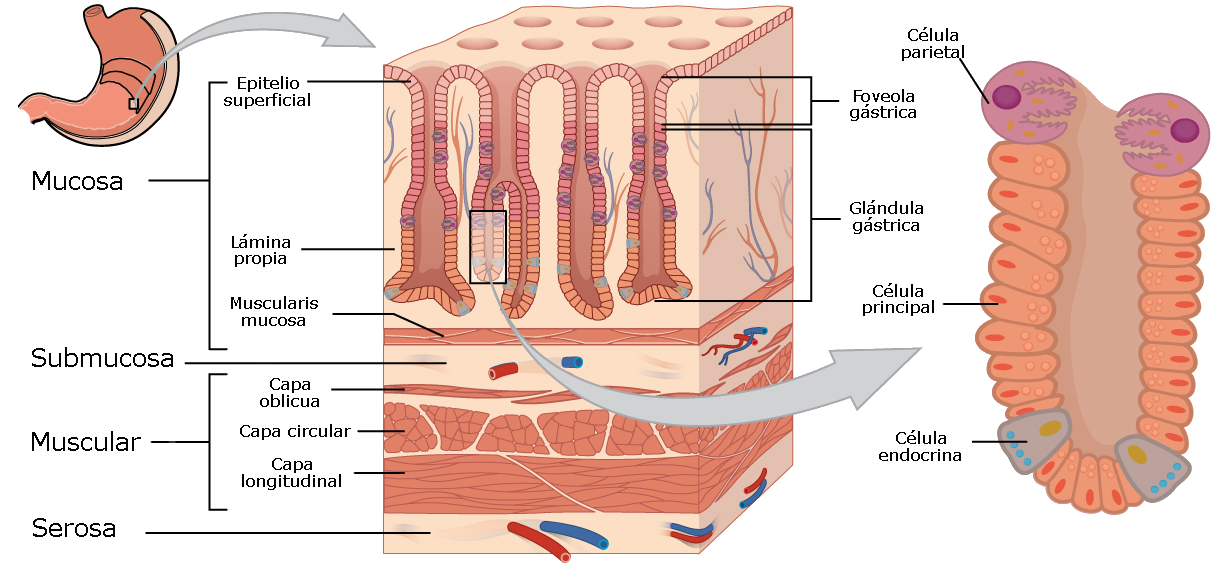
La pared del estómago está formada por las capas características de todo el tubo digestivo: mucosa, submucosa, muscular y serosa.

## Principales tipos
- Gastritis crónica atrófica. Se caracteriza por inflamación del revestimiento del estómago que se presenta gradualmente y que persiste durante un tiempo prolongado. La gastritis crónica puede aumentar el riesgo de desarrollar cáncer de estómago cuando la inflamación crónica de la mucosa gástrica provoca la atrofia o la aparición de metaplasia intestinal, lo cual está directamente relacionado con la posible progresión hacia el cáncer gástrico. La evolución conduce a desaparición de los pliegues (se observan los vasos sanguíneos de la submucosa), disminución del número de glándulas y finalmente metaplasia intestinal. La gastritis crónica atrófica que ha evolucionado a metaplasia intestinal es un factor de riesgo para la aparición de cáncer de estómago. Pueden clasificarse en dos grupos:
  - Tipo A: afecta al cuerpo y el fondo del estómago sin involucrar el antro, por lo general asociada a una anemia perniciosa y aparición de anticuerpos contra las células parietales. Se presume que tiene una etiología autoinmune.
  - Tipo B: es la forma más frecuente. Afecta al antro en pacientes jóvenes y a toda la mucosa del estómago en personas mayores, y es causada por la bacteria Helicobacter pylori.
- Gastritis erosiva. Se caracteriza por erosiones superficiales y múltiples en la mucosa del estómago, suele producirse por ingesta de antiinflamatorios no esteroideos y puede provocar la aparición de hemorragia digestiva. En algunos casos puede evolucionar a úlcera péptica.
- Gastritis eosinófílica. Se caracteriza por infiltración por eosinófilos de cualquier capa de la pared del estómago.
- Gastritis flemonosa. Es muy poco frecuente, pero a diferencia de otros tipos de gastritis presenta una mortalidad elevada que puede llegar al 50 %. Está causada por infección bacteriana y suele producirse en personas afectas de otras enfermedades, entre ellas cáncer de estómago, sida, desnutrición o tumores malignos de otra localización.[7]

## Pronóstico
La mayor parte de las gastritis mejoran rápidamente con el tratamiento. El pronóstico depende de la causa subyacente.
La mayor parte de las gastritis crónicas son asintomáticas y no provocan enfermedad significativa.

## Complicaciones
Las complicaciones potenciales son hemorragia digestiva en la gastritis erosiva, anemia perniciosa y un aumento del riesgo de cáncer gástrico en la gastritis atrófica.

## Tratamiento
El tratamiento depende de la causa de la gastritis. Se debe buscar asistencia médica si los síntomas de gastritis son persistentes o cuando se presenta vómito con sangre o deposición sanguinolenta.
- Para la gastritis crónica causada por infección por Helicobacter pylori, se utiliza la terapia con antibióticos.
- Los antiácidos u otros medicamentos inhibidores de la secreción ácida, entre ellos la ranitidina (antagonistas de receptores H2) y el omeprazol (inhibidor de la bomba de protones), por lo general eliminan los síntomas y favorecen la curación. Sin embargo, estos medicamentos no están exentos de efectos secundarios y deben utilizarse únicamente con asesoramiento médico y durante periodos de tiempo controlados, salvo circunstancias especiales.
- La anemia perniciosa que es provocada por la gastritis se trata con vitamina B12.
- Se deben suspender los medicamentos que se sabe son causantes de gastritis, como la aspirina (ácido acetilsalicílico) o los AINE (antiinflamatorios no esteroideos).
- Mientras haya síntomas, se debe llevar una dieta blanda exenta de estimulantes e irritantes para evitar que se agrave el cuadro hasta que haya sanado.